# Heterotrissocladius subpilosus
Heterotrissocladius subpilosus är en tvåvingeart som först beskrevs av Jean-Jacques Kieffer 1911.  Heterotrissocladius subpilosus ingår i släktet Heterotrissocladius och familjen fjädermyggor. Arten är reproducerande i Sverige. Inga underarter finns listade i Catalogue of Life.